# Dusty in Memphis
Dusty in Memphis es el quinto álbum de estudio de la cantante británica Dusty Springfield lanzado en marzo de 1969 en el los Estados Unidos y en abril en el Reino Unido. Grabado en American Sound Studio en Memphis por Atlantic Records. 
Para este álbum, Springfield trabajó con un grupo de productores muy importantes como el productor Jerry Wexler, el director Gene Orloff, y músicos como Tommy Cogbill y el grupo The Sweet Inspirations.
Contiene el exitoso sencillo Son of a Preacher Man el cual se convirtió en el mayor éxito de la cantante, a pesar de que no tuvo buenas ventas en un inicio. Fue luego considerado el mejor álbum de Dusty y uno de los mejores de la historia de la música.
Fue preservado en el 2020 por la Biblioteca del Congreso en el Registro Nacional de los Estados Unidos.

## Contexto

### Antecedentes
Para lograr revitalizar su carrera y hacerse más conocida, Dusty decidió trabajar con las raíces del soul americano. Para ello firmó con la disquera Atlantic Records y a pesar de que nunca había lanzado un álbum con temas de R&B si tenía experiencia con el estilo, pues ya había lanzado sencillos antes. A pesar de su contrato con Atlantic, Dusty aún tenía un contrato vigente con su disquera británica Phillips.

### Grabación
Dusty grabó el álbum en los estudios American Sound Studio en los Estados Unidos, siendo su primer trabajo grabado fuera de su natal Reino Unido. Meses después Elvis Presley grabaría allí su también elogiado álbum From Elvis in Memphis
 

Como productores participaron Jerry Wexler, Arif Mardin, Tom Dowd, a quienes se les conocía como los gatos de Mephis o Cats from Memphis. 

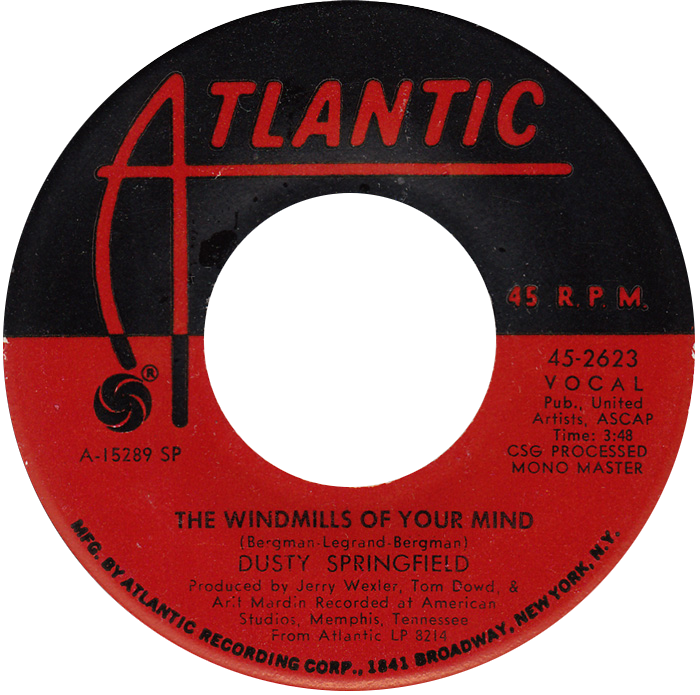
Sencillo The Windmills of Your Mind

La canción estrella del álbum Son of a Preacher Man fue escrita para Aretha Franklin pero terminó pasando a Dusty. Luego de lanzarla como sencillo, Franklin quiso recuperar la canción.
Las canciones grabadas eran cóvers de otros artistasː Just A Little Lovin' Barry Mann y Cynthia Weil, Just One Smile de Randy Newman, In The Land Of Make Believe de Burt Bacharach y Hal David, y la dupla de Gerry Goffin y Carole King con los temas So Much Love, Don't Forget About Me,  No Easy Way Down y I Can't Make It Alone.

### Lanzamiento y promoción
El álbum contó con 4 sencillos. Son of a Preacher Man, lanzado en noviembre de 1968, The Windmills of Your Mind en abril de 1969 I Don't Want to Hear It Anymore en mayo y Breakfast in Bed.  
Fue lanzada 31 de marzo de 1969 en los Estados Unidos, y el 18 de abril en el Reino Unido.

## Recepción
El álbum alcanzó el puesto 99 en los Estados Unidos, siendo un fracaso en ventas. En otros países ni siquiera ingresó a las listas.[cita requerida]
Son of a Preacher Man llegó al puesto 9 el 10 de diciembre de 1968, y duró nueve semanas en las listas, volviendo a estar en los charts el 16 de junio de 2011 en el puesto 55, durante 5 semanas.
Don't Forget About Me alcanzó el puesto 64 el 22 de marzo de 1969, The Windmills of your Mind alcanzó el puesto 31 el 13 de junio, y Breakfast in Bed el 4 de diciembre el puesto 91, en los charts de Billboard.
Annie Randall en su libro del 2008, Dusty. Queen of Mostmods consideró que el fracaso del álbum se debió al racismo de la época, ya que el trabajo tenía altísima influencia de músicos negros de Memphis.
El fracaso del álbum fue tal, que la carrera de la artista se estancó .En 1970, las ventas de su siguiente álbum no ayudaron a su crisis, además comenzó un consumo de drogas que afectó su salud y su homosexualidad oculta dañó su reputación con la prensa conservadora de la época.

## Críticas
La revista Rolling Stone le dio en su momento, el 1 de noviembre de 1969, una calificación perfecta.
Richie Unterberger de Allmusic afirmóː

El equipo de producción e ingeniería de Jerry Wexler / Tom Dowd / Arif Mardin eligió canciones en su mayoría perfectas, y Springfield rescató las que no eran tan buenas (en) maravillosa entrega y técnica.
Richie Unterberger

## Legado
El álbum es citado ampliamente como uno de los mejores álbumes de la historia. La revista Rolling Stone posicionó al álbum en el puesto 89 de los 500 Mejores Álbumes de Todos los Tiempos. También fue incluido en la lista de los 1001 Álbumes que hay que oír antes de morir, los 150 Mejores Álbumes hechos por mujeres, The 200 Best Albums of the 1960s de Pitchfork Media
Fue incluido en el Registro Nacional de Grabación de la Biblioteca del Congreso de los Estados Unidos el 14 de abril de 2020.
La canción Son of a Preacher Man se utilizó para la banda sonora de la película Pulp Fiction en 1994. También fue incluida en la lista de las 500 Mejores Canciones de Todos los Tiempos de la revista Rolling Stone.

## Lista de canciones
| Side One |                                   |          |  |
| N.º      | Título                            | Duración |  |
| 1.       | «Just a Little Lovin'»            | 2:19     |  |
| 2.       | «So Much Love»                    | 3:33     |  |
| 3.       | «Son of a Preacher Man»           | 2:28     |  |
| 4.       | «I Don't Want to Hear It Anymore» | 3:12     |  |
| 5.       | «Don't Forget About Me»           | 2:54     |  |
| 6.       | «Breakfast in Bed»                | 2:59     |  |

| Side Two |                               |          |  |
| N.º      | Título                        | Duración |  |
| 7.       | «Just One Smile»              | 2:44     |  |
| 8.       | «The Windmills of Your Mind»  | 3:54     |  |
| 9.       | «In the Land of Make Believe» | 2:34     |  |
| 10.      | «No Easy Way Down»            | 3:11     |  |
| 11.      | «I Can't Make It Alone»       | 4:01     |  |

## Personal
Original
- Dusty Springfield – vocals
- Arif Mardin – producer, arranger, strings arranger, horns arranger
- Tom Dowd – producer, arranger, horns arranger, engineer
- Jerry Wexler – producer
- Gene Orloff – conductor, arranger
- The Sweet Inspirations – backing vocals
- Reggie Young – guitar, sitar
- Tommy Cogbill – bass guitar, guitar
- Bobby Emmons – Hammond organ, piano, Wurlitzer electric piano, congas
- Bobby Wood – piano
- Gene Chrisman – drums
- Mike Leech – congas
- Terry Manning – assistant engineer
- Ed Kollis – armónica
- David Redfern – photography

Relanzamiento en 1992
- Dan Hersch – remastering
- Bill Inglot – remastering
- Jim Feldman – liner notes
- Haig Adishian – cover design
- Deborah Frost – project assistant

Relanzamineto en 1999
- Jeff Barry – producer (relates to bonus materials)
- Thom Bell – arranger (relates to bonus materials)
- Jim Pierson – compilation producer, liner notes
- Dan Hersch – remastering
- Jim Feldman – liner notes
- Haig Adishian – design
- Rachel Gutek – reissue design

Relanzamiento en 2002
- Gary Moore – liner notes, digital remastering
- Stanley Booth – liner notes
- Elvis Costello – liner notes
- Jerry Wexler – liner notes
- Tom Dowd – liner notes
- Arif Mardin – liner notes
- Paul Howes – liner notes